# Petenbos
Petenbos(-West) is een buurt in de wijk Zuidoost van Veenendaal, in de Nederlandse provincie Utrecht. Er wonen 3475 mensen in de wijk (2023). 
De naam van de wijk is afkomstig van "Petenbosch", een verbastering van "beeten bosch", een stukje bos in eigendom van ene Cornelis Beet. Petenbos ligt dicht bij de bossen van de Utrechtse Heuvelrug. Straatnamen in de wijk zijn geïnspireerd op allerlei soorten flora en fauna die in Nederlandse bossen zijn aan te treffen.
Petenbos kenmerkt zich door laagbouwwoningen aangevuld met appartementencomplexen met maximaal vijf bouwlagen, gesitueerd tussen relatief veel groen en water. Een bijzonder deel van de wijk is Stad in de Stad, een stedenbouwkundig plan waarbij de woningen ontworpen zijn als gebouwen van een (moderne) middeleeuwse stad.
De buurt Petenbos-Oost wordt door het Centraal Bureau voor de Statistiek beschouwd als aparte buurt omdat het later gebouwd is.

## Geschiedenis
De bouw van de wijk vond plaats in verschillende perioden in de jaren 90.  Een deel van de wijk, enkele tientallen woningen groot, werd op het grondgebied van de gemeente Rhenen gebouwd. Er is wel gesproken over grondruil tussen de twee gemeenten, maar daar is het nooit van gekomen.
Oorspronkelijk was het de bedoeling dat het Petenbos al in de jaren 70 gebouwd zou worden, getuige het Structuurplan 1970 van de gemeente Veenendaal. De gemeente wilde in die tijd echter ook de oude spoorlijn Amersfoort - Kesteren reactiveren voor reizigersvervoer. De NS en het Ministerie van Verkeer en Waterstaat waren daar alleen toe bereid als er circa 5.000 woningen rond een nieuw te openen station zou worden gebouwd. Gemeente Veenendaal ging overstag en zette de plannen voor Petenbos stil, om eerst Veenendaal-West te bouwen. In haar structuurvisie voor 2025 oppert de gemeente het plan voor een nieuw treinstation in de buurt van de oostelijke rondweg.
Wijken: Centrum · Noordoost · Zuidoost · Zuidwest · Noordwest · West

Buurten: Koopcentrum · Vijgendam en omgeving · Schrijverswijk · Beatrixstraat en omgeving · Dragonder-Noord · Dragonder-Oost · Dragonder-Zuid · Spitsbergen · Veenendaal-Oost · Engelenburg · Boslaan en omgeving · Petenbos-West · Petenbos-Oost · De Groene Velden · 't Goeie Spoor en omgeving · Franse Gat · Salamander · Molenbrug · 't Hoorntje · De Pol · De Gelderse Blom · Oudeveen en De Schans en omgeving · Componistenbuurt · Vogelbuurt · Schepenbuurt · Dichtersbuurt
Industriegebieden: Het Ambacht · Nijverkamp · De Faktorij en De Vendel · De Compagnie · De Compagnie-Oost · De Batterijen
Buitengebieden: Fort Buurtsteeg · Bezuiden de Dijkstraat · De Blauwe Hel · Bezuiden de Middelbuurtseweg
Utrecht · Plaatsen in de provincie      Nederland · Provincies · Gemeenten